# Eponina
Eponina (fr. Éponine) Thénardier (ur. ok. 1815, zm. 6 czerwca 1832 r.) − jedna z fikcyjnych bohaterek powieści Nędznicy Wiktora Hugo.

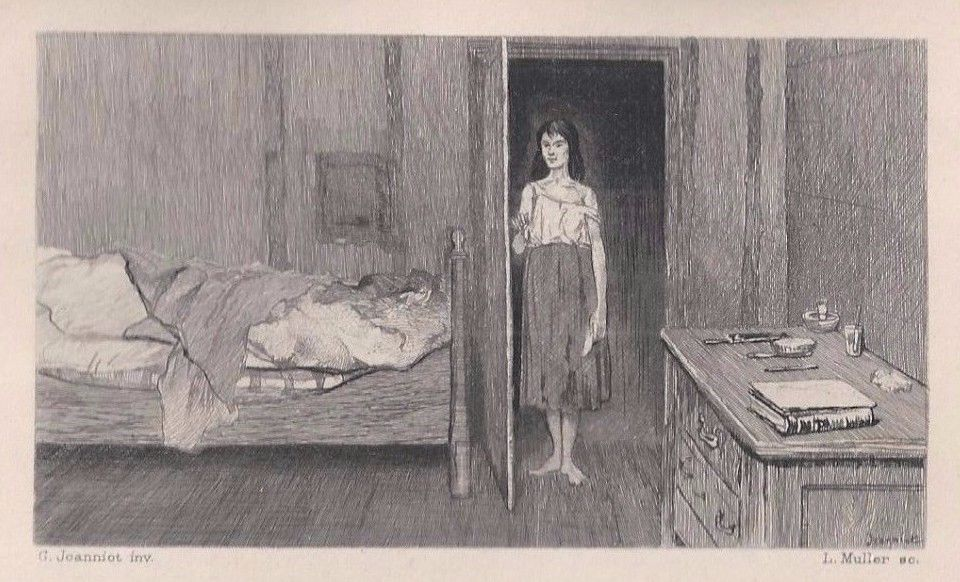
Dziewiętnastowieczny obraz Éponine pędzla Pierre Jeanniota

## W powieści

### Dzieciństwo w karczmie
Eponina urodziła się około 1815 roku jako najstarsze dziecko karczmarzy Thénardierów mieszkających w Montfermeil. Rozpieszczana przez swoich rodziców (wraz z siostrą Anzelmą) poniewiera swoją rówieśnicą Kozetą (dziewczynką oddaną na wychowanie przez samotną matkę Fantynę).

### W Paryżu
Po raz kolejny Eponina pojawia się w akcji powieści 8 lat później. Rodzina Thénardierów w międzyczasie zbankrutowała tracąc karczmę i przeniosła się do Paryża. Zamieszkali w norze na ulicy Gourbeau, stając się częścią paryskiego półświatka, żyjąc z drobnych przestępstw. Młodszym bratem Eponiny jest Gavroche (paryski ulicznik), pojawili się także dwaj młodsi synowie, "wynajęci" przez Thénadierów starej oszustce w celu wyłudzenia alimentów.
Sytuacja Eponiny jest diametralnie odmienna od poprzedniej. Stała się obdartą, wychudzoną i zaniedbaną nastolatką z brakami w uzębieniu. Pomaga aktywnie ojcu w wyłudzaniu jałmużny od bogatych mieszczan roznosząc fałszywe listy z prośbą o wsparcie.

### Relacja z Mariuszem
Mariusz Pontmercy jest ubogim studentem wynajmującym mieszkanie obok Thénardierów. Eponina próbuje wyłudzić pieniądze listem również od niego, lecz zauroczona młodzieńcem odstępuje od tego zamiaru. Mariusz daje jej z litości kilka franków, swoje ostatnie pieniądze.
Mariusz prosi Eponinę o pomoc w odnalezieniu adresu nieznajomej, w której się zakochał (a którą jest nastoletnia Kozeta). Eponina nie bacząc na targające nią uczucia uzyskuje adres wybranki.
Mariusz pewnego dnia dostaje się na teren posesji, gdzie mieszka Kozeta, młodzi wyznają sobie nawzajem ukrywaną miłość i zaczynają się sekretnie spotykać w ogrodzie. Niemym świadkiem tych chwil jest Eponina. Idyllę przerywa napad gangu Thénardierów na dom Valjeana, który zostaje udaremniony ostrzegawczym krzykiem Eponiny. Ostrzeżony Valjean błyskawicznie przeprowadza się wraz z Kozetą w nieznane miejsce.
Zrozpaczony Mariusz bierze udział w powstaniu broniąc jednej z barykad. Dołącza do niego Eponina. W trakcie pierwszego szturmu zasłania Mariusza przed kulą własnym ciałem. Kula przeszywa jej dłoń i ciało wychodząc plecami. Po odparciu ataku Mariusz odnajduje śmiertelnie ranną Eponinę, która kona w jego objęciach wyznając swoją sekretną miłość.
Postać Eponiny stała się symbolem nieszczęśliwej i nieodwzajemnionej miłości.

## Adaptacje

### Filmowe
W rolę Eponiny wcielały się w kolejnych adaptacjach filmowych, m.in.:
- Orane Demazis – 1934
- Frances Drake – 1935
- Silvia Monfort – 1958
- Candice Patou – 1982
- Sylvie Koblizkova – 1998
- Asia Argento – 2000
- Samantha Barks – 2012

### Musical
Postać Eponiny jest jedną z głównych ról musicalu Les Misérables z roku 1985. Rola jest przedstawiana przez 2 aktorki:
- Eponina dziecko – (dziewczynka około 11-12 lat) rola niema, występuje w jednym utworze
- Eponina dorosła – mezzosopran

Aktorka grająca małą Eponinę występuje zwykle wymiennie z aktorką grającą małą Cosette (ta partia jest wokalna) – aby dziecięca aktorka nie forsowała zbyt często swego głosu.
Najbardziej znaczące wykonania roli dorosłej Eponiny to:
- Marie-France Dufour w prapremierze paryskiej z roku 1980
- Frances Ruffelle w premierze na West Endzie z roku 1985 oraz w premierze broadwayowskiej w roku 1987
- Lea Salonga w koncercie jubileuszowym z okazji dziesięciolecia anglojęzycznej premiery musicalu.
- Samantha Barks na koncercie z okazji 25-lecia anglojęzycznej premiery musicalu
- Ewa Lachowicz w Teatrze Roma od września 2010 do maja 2012.